# Le Cochon Danseur
Le Cochon Danseur is een Franse stomme film uit 1907, die werd uitgebracht door de Franse distributeur Pathé, waarschijnlijk is de film gebaseerd op een Vaudeville-act.

## Omschrijving
In de film danst een gigantisch antropomorf varken, met een vrouw, die later zijn kleren van zijn lijf scheurt. Na de dans lopen ze samen achter de gordijnen uit het zicht van het publiek.
In de laatste scène steekt het varken zijn tong uit de mond, draait hij zijn ogen rond en ontbloot zijn tanden. Dit is mogelijk een poging om de mechanische vaardigheden van de pop te laten zien.

## Nalatenschap
De film was meer dan een eeuw lang in de vergetelheid geraakt to filmconservator David Shepard in de jaren tachtig een kopie van deze film, die hij vervolgens op filmfestivals circuleerde. In 2008 bracht hij de film uit op een compilatie dvd genaamd Saved from the Flames.
Rond 2007 kreeg de film meer bekendheid. Het werd een internetmeme, waarbij filmrecensent Clarisse Loughrey verklaarde dat de film "vanavond zeker in je nachtmerries terecht zal komen."  